# マレーモリフクロウ

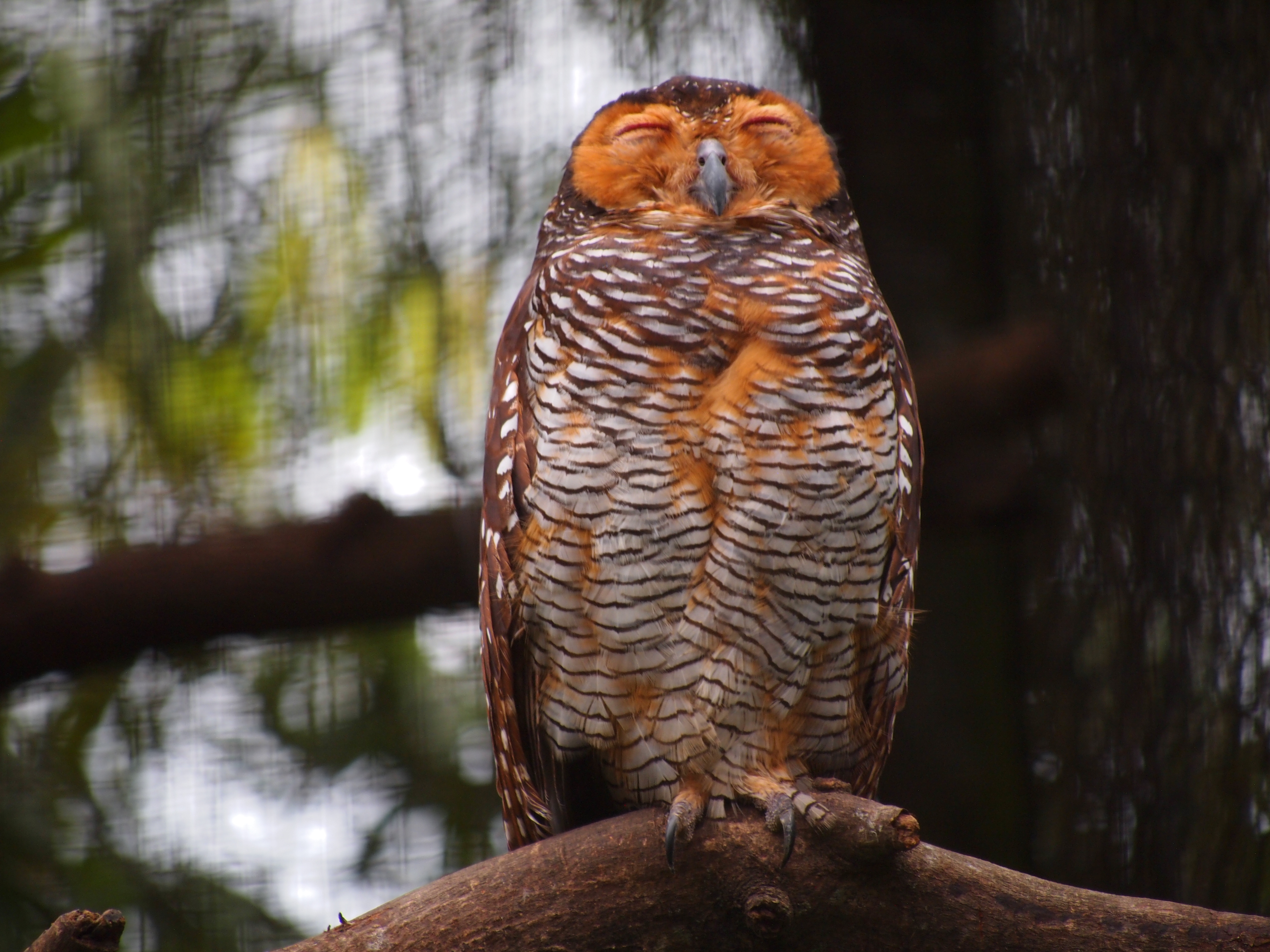
マレーシアの国立動物園にて

マレーモリフクロウ(Spotted wood owl)は、フクロウ属のフクロウである。生息域は不連続で、ボルネオ島の周りの多くの地域で見られるが、ボルネオ島自体では見られない。

## 外見
マレーモリフクロウは、体長約44-48cm、翼長約30-36cmまで成長する。頭はチョコレート色で、顔盤は橙色であり、喉には黄色の帯状の模様があるが、羽角はない。上半身はコーヒー色で、白色の横縞と、黒色で縁取られた白色の斑点がある。下半身は鈍い黄色で、太い白色の横縞と細い黒色の横縞がある。眼は濃茶色で、嘴は緑がかった黒色である。脚とつま先には羽毛が多く、外から見える部分はオリーブ色である。鳴き声は、転がるような「フフフ」の後に長い「フー」という音が続く。

## 分布と生息地
3つの亜種がある。
- Strix seloputo seloputo - ミャンマー南部からタイ王国中央部、シンガポール、スマトラ島のジャンビ州やジャワ島に生息
- Strix seloputo baweana - ジャワ島北部のバウェアン島の固有種
- Strix seloputo wiepkini - カラミアン諸島及びフィリピンのパラワン島に生息

典型的な生息地には、低地森林、マングローブの沼地、開墾された森林、プランテーション、町や村の公園等がある。

## 生態
餌は、主にネズミやラットであり、昆虫や小さい鳥を食べることもある。

## 保全状況
生息域は非常に広く、いくつかの生息地では一般的な鳥である。個体数は調査されていないが、安定的だと見られており、国際自然保護連合は、保全状況を「低危険種」と位置付けている。